# 牛振华

牛振华（1956年5月1日—2004年5月11日），中国演员，曾经主演过多部电影、电视剧和小品。

## 生平
牛振华1978年开始从事相声创作及表演，后于1991年调入中国广播艺术团从事舞台相声表演。曾获得多次相声方面的奖项。
2004年5月11日23时20分，牛振华因酒后驾驶一辆小轿车时车头与一辆大货车尾部相撞的交通事故身亡。

## 影视作品

### 电视剧
- 《絲路豪俠》
- 《阿郎在北京》
- 《浪子大钦差》
- 《伴儿》
- 《财神传奇》
- 《七品钦差》
- 《好梦可圆》
- 《越活越明白》
- 《庖丁奇谈》
- 《世上只有妈妈好》
- 《开张大喜》
- 《别了，冬天》
- 《荣誉》
- 《福星高照》
- 《伙头智多星》

### 电影
- 《站直喽，别趴下》
- 《背靠背，脸对脸》
- 《打左灯向右转》
- 《红灯停，绿灯行》
- 《狂吻俄罗斯》
- 《西门警事》
- 《埋伏》
- 《谁说我不在乎》
- 1997年 《宋家皇朝》饰演孔祥熙

## 所获奖项
- 1993年获中国电影百花奖最佳男主角
- 1995年获第七届东京国际电影节最佳男演员奖。